# Forgotten Worlds
Forgotten Worlds (ロストワールド, Lost Worlds) est un jeu vidéo de shoot 'em up développé par Capcom, sorti en 1988. C'est le premier jeu commercialisé sur système d'arcade CP System,.

## Trame
Elle se déroule dans un futur lointain, un dieu maléfique connu sous le nom d'Empereur Bios a détruit en quasi-totalité la Terre, la transformant ainsi en une étendue désolée connue sous le nom de Dust World (Le Monde de Poussière). Deux super-soldats sans identité sont créés par le peuple pour vaincre Bios et les huit dieux maléfiques qui le servent.

## Système de jeu

### Généralités
Forgotten Worlds se joue à un ou deux joueurs. À l'exception du dernier niveau, vertical, tout le jeu suit un scrolling horizontal. Chaque joueur est dans la peau d'un soldat du futur capable de flotter dans les airs. L'originalité du titre provient du fait que les deux « Sans-Nom » peuvent tirer sur 360° autour d'eux et sont équipés d'un satellite indestructible à armement évolutif, qui leur sert à la fois de protection et surtout d'arme secondaire. En fonction des bonus ramassés ou achetés entre deux niveaux, les satellites peuvent être équipés de lasers plus puissants, d'un lance-flammes ou encore de missiles à tête chercheuse.
Pour la sortie du jeu sur la console PC-Engine, une manette spéciale à trois boutons fut produite pour l'occasion : L'Avenue Pad 3.
Le troisième bouton est tout simplement un second bouton "select" ou "run", au choix.
Le jeu reste donc jouable avec les manettes standards à deux boutons.

### Personnages
- Le personnage contrôlé par le premier joueur, Unknown Soldier, apparaît comme aide dans Marvel vs. Capcom: Clash of Super Heroes
- Le personnage contrôlé par le second joueur apparaît en tant qu'ennemi dans Final Fight, sous le nom Two P (Two P = Player 2, « Joueur 2 »).

- Il est à noter et à remarquer que les graphistes du jeu étaient des adorateurs forcenés de la série Hokuto-No-Ken :

Le Dieu de la guerre est une copie conforme de Raoh, le Roi du Poing (Boss du niveau 3 du jeu).
Il y a aussi les deux frères jumeaux qui tranchent leurs ennemis avec un fil invisible qui sont présents dans un des derniers niveaux, ils sont très clairement dessinés dans la position ou leur fil est tendu dans la série (niveau 7 du jeu).

## Équipe de développement
- Conception du jeu : Akiman, Akira Nishitani (Nin), Noritaka Funamizu (Poo), Kihaji Okamoto
- Programmeurs : Youchi, Noriko, Takako, Nouchi
- Conception des objets : Kurichan, Takata, Shinsyudon, Sintan, Emataro
- Conception des décors : Mikichan (Mik), Hanachan, Kuramoyan, Nouochan, Black man
- Son : Tamayo Kawamoto, Yukichan, No papa
- Matériel : Shinji Kuchino
- Mechatronics : Katuhiko Kamimori

## Portages
- Mega-Tech, Mega Drive : 1989
- Amiga, Amstrad CPC, Atari ST, Commodore 64, ZX Spectrum : 1989
- Master System : 1990
- PC (MS-DOS) : 1991
- PC Engine (Super CD-ROM²) : 1992
- PlayStation 2 : 2005, Capcom Classics Collection
- Xbox : 2005, Capcom Classics Collection
- PlayStation Portable : 2006, Capcom Classics Collection Remixed

## Accueil
Le jeu est l'une des entrées de l'ouvrage Les 1001 jeux vidéo auxquels il faut avoir joué dans sa vie.